# 色枝克瑙托镇区
色枝克瑙托镇区（發音：[sʰeɪʔtɕí kʰənàʊɴtò mjo̰nɛ̀]）是緬甸仰光省端迪县下辖的一个鎮區，位在仰光市南部分區。2014年人口34,003人，區域面積12.08平方公里。色枝克瑙托镇區下分8個小區，該區北端臨仰光河；東端臨端迪運河；西端接端迪镇区；南端則接达拉镇区。色枝克瑙托镇區因無任何從此區跨越仰光河進入仰光市區的橋樑，所以相對比仰光市其他鎮區來得沒落。色枝克瑙托镇區擁有16所小學以及1所高級中學。